# 髁
髁（condyle，/ˈkɒndəl/或/ˈkɒndaɪl/; κόνδυλος knuckle）是骨骼末端的圓形凸起處，通常屬於關節的一部分，為重要的類比標誌及參考點之一。
以下為髁的位置：
- 在股骨的膝關節處：
  - 股骨內髁（Medial condyle femur）
  - 股骨外髁（Lateral condyle femur）
- 膝關節中的脛骨部分：
  - 脛骨內髁（Medial condyle of tibia）
  - 脛骨外髁（Lateral condyle of tibia）
- 下頜骨顳顎關節中：
  - 下顎髁
- 枕骨寰枕關節中：
  - 枕骨髁

其他有些骨學構造雖然名字中並沒有髁這個字，但其實他們的角色是雷同的，如手肘中的滑車及肱骨小頭，以及股骨中的股骨頭皆為髁的構造。

## 外部連結
- Life after Knee Replacement Surgery: on-line seminar (Biomet)